# 랭킹 100: 세계사를 바꾼 사람들

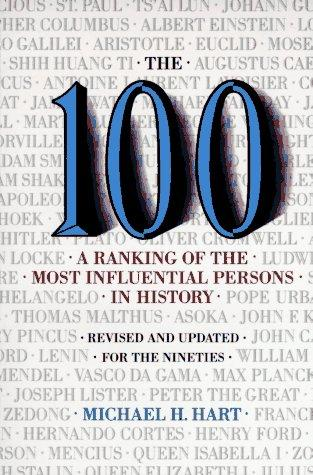

《랭킹 100: 세계사를 바꾼 사람들》(영어: The 100: A Ranking of the Most Influential Persons in History)은 마이클 H. 하트의 책이다.

## 같이 보기
- 타임 100